# Aisén (província)
A Província de Aisén é uma das províncias do Chile. Pertenece à Região de Aisén (XI Region), limitando-se ao norte com a província de Palena e marítimamente com a província de Chiloé; ao sul com a província de Capitán Prat; a leste com as províncias de Coihaique e General Carrera; e a oeste com o Oceano Pacífico. Capital: Puerto Aisén

## Comunas pertenecentes à província de Aisén
A província é constituida por 3 comunas: 
- Aisén (c. Puerto Aisén);
- Cisnes (c. Puerto Cisnes);
- Guaitecas (c. Melinka).